# Gostyniec (Poméranie)
Pour l’article homonyme, voir Gostyniec (Poméranie-Occidentale).
Gostyniec est une localité polonaise de la gmina rurale de Trzebielino située dans le powiat de Bytów en voïvodie de Poméranie. Elle se trouve à environ 28 km à l'ouest de Bytów et 103 km à l'ouest de la capitale régionale Gdańsk.

## Géographie

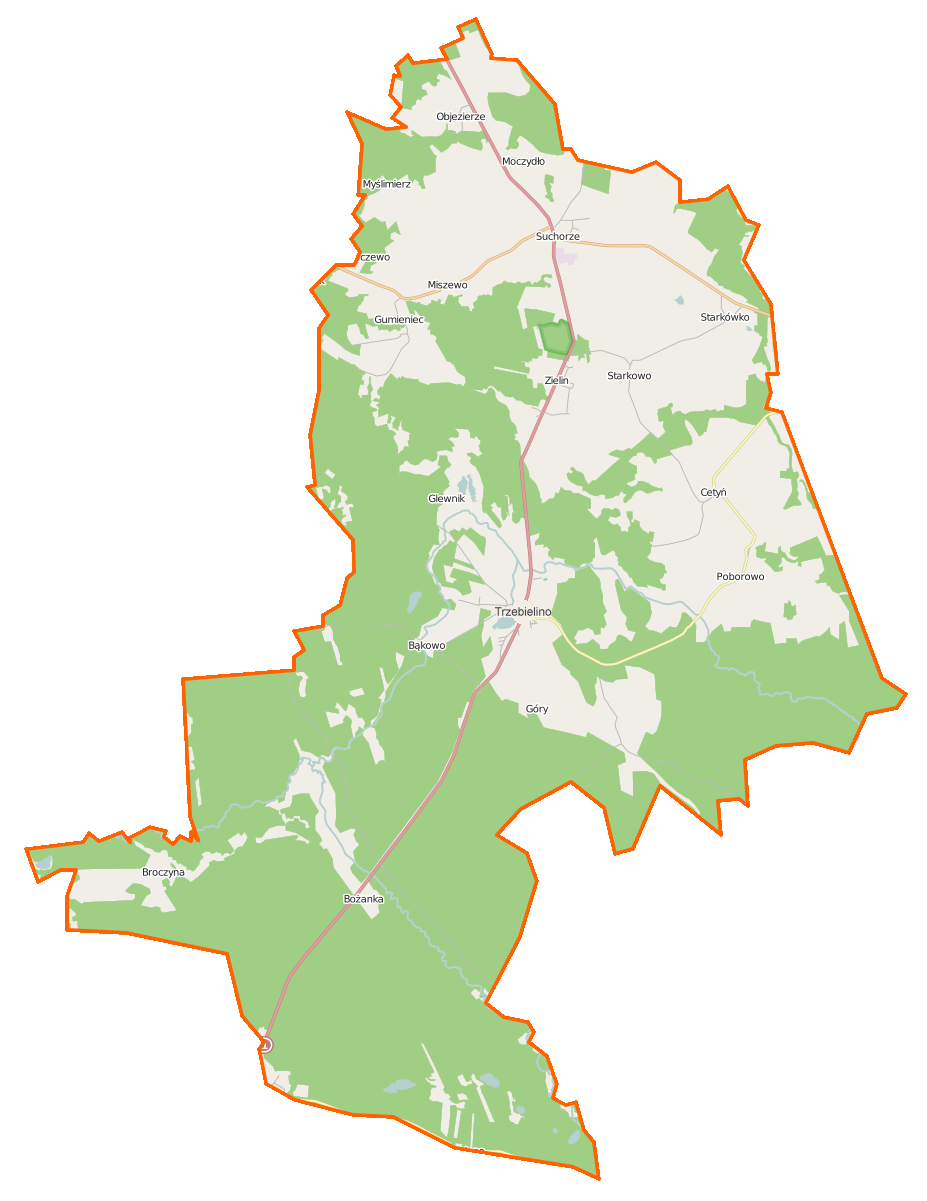
Carte de la gmina de Trzebielino.